# Кота, Родольфо
Родольфо Дамиан Кота Роблес (исп. Rodolfo Damián Cota Robles; род. 3 июля 1987[…], Масатлан, Синалоа) — мексиканский футболист, вратарь клуба «Леон» и сборной Мексики.

## Клубная карьера
Кота — воспитанник клуба «Пачука». 21 сентября 2007 года в матче против «Веракрус» он дебютировал мексиканской Примере. В 2010 году Кота стал победителем Лиги чемпионов КОНКАКАФ. Только 2012 года Родольфо завоевал место основного вратаря команды. В 2014 году он помог «Пачуке» занять второе место в чемпионате. В том же году Кота на правах аренды перешёл в «Пуэблу». 19 июля в матче против «Тихуаны» он дебютировал за новую команду.
В начале 2016 года Родольфо вновь был отдан в аренду, его новой командой стала «Гвадалахара». 31 июля в матче против «Монаркас Морелия» он дебютировал за новый клуб. В том же году Кота стал обладателем Суперкубка Мексики. В 2017 году Кота помог клубу выиграть чемпионат. В 2018 году Кота стал победителем Лиги чемпионов КОНКАКАФ

## Международная карьера
В 2007 году Кота в составе молодёжной сборной Мексики принял участие в молодёжном чемпионате мира в Канаде.
2 июня 2017 года в товарищеском матче против сборной Ирландии Кота дебютировал за сборную Мексики.
В том же году Родольфо принял участие в Кубке конфедераций в России. На турнире он был запасным и на поле не вышел.

## Достижения
Клубные
«Пачука»
- Победитель Лиги чемпионов КОНКАКАФ — 2009/2010

«Гвадлахара»
- Чемпионат Мексики по футболу — Клаусура 2017
- Обладатель Суперкубка Мексики — 2016
- Победитель Лиги чемпионов КОНКАКАФ — 2018